# Calciatore dell'anno (SPFA)
Giocatore dell'anno della SPFA (in inglese SPFA Players' Player of the Year) è un premio calcistico assegnato ai giocatori che militano nella Scottish Premier League.
A differenza del Scottish Football Writers' Association Footballer of the Year, il premio viene assegnato come risultato dalle votazioni degli altri giocatori, quindi in generale, viene più apprezzato dal vincitore.
Lo stesso premio esiste anche per i calciatori più giovani: è il SPFA Young Player of the Year.

## Albo d'oro
- 1978 -  Derek Johnstone, Rangers
- 1979 -  Paul Hegarty, Dundee United
- 1980 -  Davie Provan, Celtic
- 1981 -  Mark McGhee, Aberdeen
- 1982 -  Sandy Clark, Airdrieonians
- 1983 -  Charlie Nicholas, Celtic
- 1984 -  Willie Miller, Aberdeen
- 1985 -  Jim Duffy, Greenock Morton
- 1986 -  Richard Gough, Dundee United
- 1987 -  Brian McClair, Celtic
- 1988 -  Paul McStay, Celtic
- 1989 -  Theo Snelders, Aberdeen
- 1990 -  Jim Bett, Aberdeen
- 1991 -  Paul Elliott, Celtic
- 1992 -  Ally McCoist, Rangers
- 1993 -  Andy Goram, Rangers
- 1994 -  Mark Hateley, Rangers
- 1995 -  Brian Laudrup, Rangers
- 1996 -  Paul Gascoigne, Rangers
- 1997 -  Paolo Di Canio, Celtic
- 1998 -  Jackie McNamara, Celtic
- 1999 -  Henrik Larsson, Celtic

- 2000 -  Mark Viduka, Celtic
- 2001 -  Henrik Larsson, Celtic
- 2002 -  Lorenzo Amoruso, Rangers
- 2003 -  Barry Ferguson, Rangers
- 2004 -  Chris Sutton, Celtic
- 2005 -  John Hartson, Celtic e  Fernando Ricksen, Rangers
- 2006 -  Shaun Maloney, Celtic
- 2007 -  Shunsuke Nakamura, Celtic
- 2008 -  Aiden McGeady, Celtic
- 2009 -  Scott Brown, Celtic
- 2010 -  Steven Davis, Rangers
- 2011 -  Emilio Izaguirre, Celtic
- 2012 -  Charlie Mulgrew, Celtic
- 2013 -  Michael Higdon, Motherwell
- 2014 -  Kris Commons, Celtic
- 2015 -  Stefan Johansen, Celtic
- 2016 -  Leigh Griffiths, Celtic
- 2017 -  Scott Sinclair, Celtic
- 2018 -  Scott Brown, Celtic
- 2019 -  James Forrest, Celtic
- 2020 - Non assegnato[1]